# جيرسون مارين
جيرسون مارين (بالإسبانية: Gerson Marin)‏ (25 فبراير 1989 في المكسيك - ) هو لاعب كرة قدم مكسيكي في مركز حراسة المرمى.

## وصلات خارجية
- جيرسون مارين على موقع قاعدة بيانات كرة القدم.إي يو (الإنجليزية)
- جيرسون مارين على موقع Soccerway.com (الإنجليزية)